# Фурмани
Фурмани (пол. Furmany) — село в Польщі, у гміні Ґожице Тарнобжезького повіту Підкарпатського воєводства.
Населення — 709 осіб (2011).
У 1975-1998 роках село належало до Тарнобжезького воєводства.

## Демографія
Демографічна структура станом на 31 березня 2011 року:
|          | Загалом | Допрацездатний вік | Працездатний вік | Постпрацездатний вік |
| -------- | ------- | ------------------ | ---------------- | -------------------- |
| Чоловіки | 335     | 68                 | 231              | 36                   |
| Жінки    | 374     | 82                 | 226              | 66                   |
| Разом    | 709     | 150                | 457              | 102                  |